# 多可町
多可町（日语：／ Taka chō */?）是位於日本兵庫縣中部的行政區劃。轄區全境位於中國山地內，79.%的區域為山林地，杉原川自北往南貫穿轄區。

## 地理
- 山：千峰（日语：千ヶ峰）（1005m）、笠形山（日语：笠形山）（939m）、妙見山（日语：妙見山）（693m）
- 河川：杉原川（日语：杉原川 (兵庫県)）、野間川 （加古川支流）
- 湖沼：糀屋水庫（別名：翠明湖）

## 人口
| 多可町人口分布圖 |                                               |  |
| 多可町與日本全國年齡別人口分布比較圖 （2005年資料） | 多可町的年齡、男女別人口分布圖 （2005年資料） |  |
| ■紫色是多可町 ■綠色是全国 | ■藍色是男性 ■紅色是女性                       |  |
| 多可町人口變化 \| 1970年 \| 26,282人 \| \| \| 1975年 \| 26,252人 \| \| \| 1980年 \| 26,095人 \| \| \| 1985年 \| 26,179人 \| \| \| 1990年 \| 25,745人 \| \| \| 1995年 \| 25,440人 \| \| \| 2000年 \| 25,331人 \| \| \| 2005年 \| 24,304人 \| \| \| 2010年 \| 23,104人 \| \| \| 2015年 \| 21,200人 \| \| \| 2020年 \| 19,261人 \| \| |                                               |  |
| 資料來源：日本總務省統計中心提供之人口普查數據 |                                               |  |
| 1970年 | 26,282人                                      |  |
| 1975年 | 26,252人                                      |  |
| 1980年 | 26,095人                                      |  |
| 1985年 | 26,179人                                      |  |
| 1990年 | 25,745人                                      |  |
| 1995年 | 25,440人                                      |  |
| 2000年 | 25,331人                                      |  |
| 2005年 | 24,304人                                      |  |
| 2010年 | 23,104人                                      |  |
| 2015年 | 21,200人                                      |  |
| 2020年 | 19,261人                                      |  |

## 歷史
1879年實施郡區町村編製法時，多可郡的郡役所曾設在現在町內的中村地區。1889年日本實施町村制時，現在的轄區在當時分屬中村、松井村、杉原谷村、野間谷村、大和村，共5村；經過1950年代的昭和大合併後，被整併為中町、加美町、八千代町，3町。2005年11月1日，這三個町再次被整併為現在的多可町。

### 變遷表
| 1889年4月1日 | 1889年-1926年     | 1926年-1944年     | 1944年-1954年          | 1954年-1989年          | 1954年-1989年         | 1989年-現在          | 現在                 |
| ------------ | ----------------- | ----------------- | ---------------------- | ---------------------- | --------------------- | -------------------- | -------------------- |
| 大和村       | 大和村            | 大和村            | 1954年3月25日 八千代村 | 1954年3月25日 八千代村 | 1960年1月1日 八千代町 | 2005年11月1日 多可町 | 2005年11月1日 多可町 |
| 野間谷村     |                   |                   | 1954年3月25日 八千代村 | 1954年3月25日 八千代村 | 1960年1月1日 八千代町 | 2005年11月1日 多可町 | 2005年11月1日 多可町 |
| 中村         | 1924年4月1日 中町 | 1924年4月1日 中町 | 1924年4月1日 中町      | 1924年4月1日 中町      | 1924年4月1日 中町     | 2005年11月1日 多可町 | 2005年11月1日 多可町 |
| 松井村       | 松井村            | 松井村            | 松井村                 | 1955年1月1日 加美村    | 1960年1月1日 加美町   | 2005年11月1日 多可町 | 2005年11月1日 多可町 |
| 杉原谷村     |                   |                   |                        | 1955年1月1日 加美村    | 1960年1月1日 加美町   | 2005年11月1日 多可町 | 2005年11月1日 多可町 |

## 交通
過去曾經有西日本旅客鐵道鍛冶屋線從西脇市野村車站（現已更名為西脇市車站）連結至町內的中區；但此路線已於1990年停止營運。目前轄區內無鐵路路線通過。

## 觀光資源

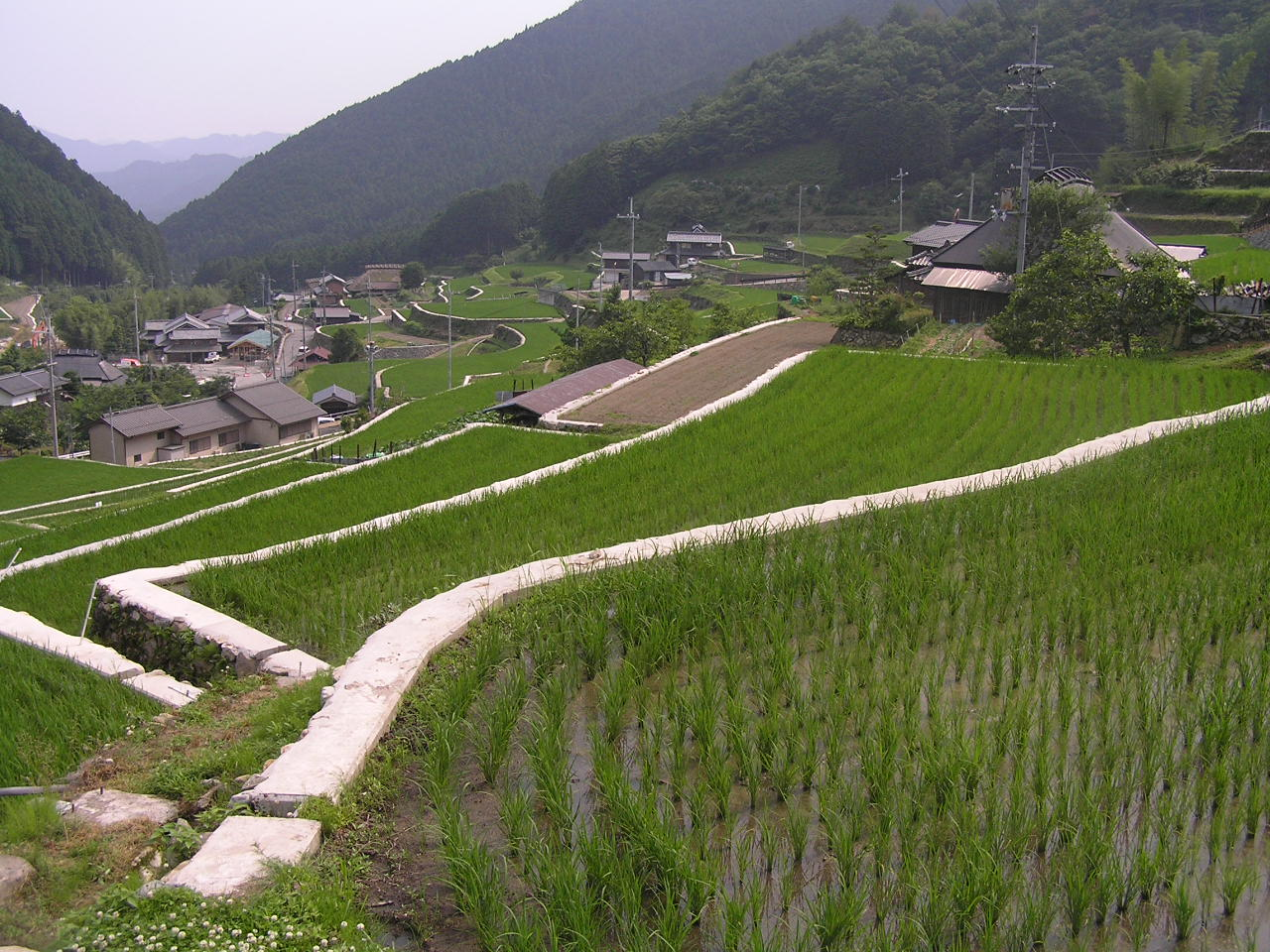
岩座神的梯田

- 岩座神的梯田：日本梯田百選（日语：日本の棚田百選）之一
- 笠形山千峰縣立自然公園
- 兵庫縣立北播磨余暇村公園（日语：兵庫県立北播磨余暇村公園）
- 鍛冶屋線紀念館
- 松井之水（日语：松か井の水）
- 瑞光寺（日语：瑞光寺 (多可町)）
- 荒田神社（日语：荒田神社 (多可町)）

## 教育
小学校
- 多可町立中町北小学校
- 多可町立中町南小学校
- 多可町立松井小学校
- 多可町立杉原谷小学校
- 多可町立八千代北小学校
- 多可町立八千代南小学校
- 多可町立八千代西小学校

中学校
- 多可町立中町中学校
- 多可町立加美中学校
- 多可町立八千代中学校

高校
- 兵庫縣立多可高等学校（日语：兵庫県立多可高等学校）

特別支援学校
- 兵庫縣立北播磨特別支援学校（日语：兵庫県立北はりま特別支援学校）

## 外部連結
- （日語） 多可町的Facebook專頁
- （日語） 多可町的X（前Twitter）